# Bennettsville
Bennettsville è una città di 8.985 abitanti degli Stati Uniti d'America situata nella contea di Marlboro nello Stato della Carolina del Sud.